# 小倉弘子
小倉 弘子（おぐら ひろこ、1974年9月4日 - ）は、元TBSテレビアナウンサー。

## 来歴
東京都江東区出身。京華女子高等学校、東洋英和女学院大学社会科学部卒業。
小学2年生の頃、アナウンサーになりたいと初めて思った。テレビの有名人が楽しくしゃべっていたり、バラエティーでは楽しくやったり、美味しい物を食べたり、綺麗な洋服を着たりこれでお給料が貰えるということを知る。高校生の時になりたい職業は、「アナウンサーか、（地元である）江東区役所に勤めるか。公務員のようなことがやりたかった」という。大学2年の時、大学の就職課に貼ってあるポスターに「3ヵ月で3万円、週1回」という内容のアナウンススクールのポスターを見つける。当時アルバイトを4つ掛け持ちをしていたので通うことができると思い、どういう人が受けに来るのか、どんな勉強や対策をするのか周りを見たかったため通う。その後アナウンススクールで知り合った人にボイストレーニングをしている所を紹介してもらい、在京のテレビ局に勤める人に話を聞きに行った。1997年4月、TBS（当時の東京放送）にアナウンサーとして入社。同期入社には安住紳一郎、伊藤隆太。新人の頃は『はなまるマーケット』『おはようクジラ』といった朝の番組に起用され、その後『筑紫哲也 NEWS23』のスポーツコーナーを担当。2005年3月28日からの4年間は、『イブニング・ファイブ』のニュースキャスターを産休期間をはさみつつ務めていた。
2005年4月14日に元プロサッカー選手の水内猛と結婚。2006年1月7日、結婚式を挙げる。2007年9月29日、『オールスター感謝祭』の放送中にて、水内が小倉の第1子妊娠を公表した。2008年2月1日の放送をもって『イブニング・ファイブ』を一時降板し、出産・育児休暇に入る。後任（実質的には代役）のアナウンサーとして山内あゆがコーナー担当から昇格。同年3月8日午前0時13分、第1子となる長女を出産。同年7月25日の『イブニング・ファイブ』のエンディング（関東ローカルパート）で、翌週の28日から番組に復帰することが発表された。反対に、今度は山内が出産準備のため同番組を降板。2009年春から3年間は『ひるおび!』の初代アシスタントを務める。そんな中、2011年12月29日に水内のブログにて「（発信時点で）妊娠4ヶ月であり、2012年6月下旬にも第2子出産予定」である事を報告した。このため『ひるおび!』は同年3月末をもって降板。同年5月22日午前8時40分、第2子となる次女を出産。2013年4月より仕事復帰。2017年11月1日、ラジオ『ジェーン・スー 生活は踊る』の番組冒頭で第3子妊娠を発表。2018年1月17日、第3子男児の出産を報告。2024年末に同局を退社した。

## エピソード
- 小学生から高校生まで江東区でジュニアリーダーというボランティア活動をしており、クリスマス会などでゲームをしたり、キャンプへ行ってテントの張り方や米の炊き方を教えるといったボーイスカウトのようなことをしていた[4]。
- 東洋英和女学院大学在学中には日本テレビの『恋のから騒ぎ』に出演したことがあり、記念すべき第1回の説教部屋行きだった。またこの大学時代では、区議会議員選挙で選挙カーに乗ってのウグイス嬢の経験もあり、またそれ以前にも町内の子供会で副会長を務めたこともあり「昔から人前に出たり、話をしたりすることが好きだった」と入社直後にインタビューなどで語っている[14]。
- アルバイトは、機械リースをしている親戚の紹介で、工事現場で出張パーティーサービス（現場の人の慰労パーティー）を複数の友人に声をかけて一緒に働いていた。焼きそばや鉄板焼きを作ったり、飲み物を出す、セッティング、会話、司会の経験をしたという[4]。
- TBSの女性アナウンサーの中で最も身長が高く、かつては小島慶子（172 cm。2010年6月退社）と共に「TBSの女ツインタワー」を自称していた[15]。TBSの面接を受けていた時にも「君、ちょっと大き過ぎるよ」と言われたこともあった[14]。ちなみに、2001年にフジテレビに身長177cmの森本さやかが入社するまでは、キー局女子アナとしても最長身であった。また、夫の水内よりも背が高い（水内は170cm）。
- 2004年5月に開催した『アテネオリンピック・バレーボールアジア最終予選』の期間中にTBSと共同放送したフジテレビでの特別番組で、フジテレビの渡辺和洋と共にキャスターを務め、フジテレビの番組にTBSのアナウンサーが現れるという共同放送の象徴となった。その為、　地上デジタル推進大使候補の1人だったが、休暇中に後任に竹内香苗を指名し、退任（事実上辞退）[要出典]
- 朝の情報番組『はなまるマーケット』の第2部「クイズママダス」では、新人アナのお披露目と場慣れさせるためとしてアシスタントを半年間ほど新人アナウンサーに務めさせており、2代目新人アナアシスタントとして小倉、安住紳一郎、伊藤隆太の3人が出演した（ちなみに初代は木村郁美と広重玲子）。
- 『ひるおび!』担当時の2011年3月11日に発生した東日本大震災（東北地方太平洋沖地震）を受けて、小倉がデザインを考案したレジかごクーラーバッグつきの番組本「節電のツボまるわかりブック」（幻冬舎刊）を発売した。
- 同期入社のプロデューサー石丸彰彦が手がけたドラマ作品（『世界の中心で、愛をさけぶ』『白夜行』など）のDVD-BOX用の特典映像集で、ナレーションを務めることがある。

## 人物
- 特技は水泳、世界中の多くの国のフォークダンスが踊れること。

## 過去の出演番組

### テレビ
レギュラー出演
- ランク王国（1997年10月 - 1998年9月）[16][17]
- はなまるマーケット - 『クイズママダス』水曜日の進行アナウンサー
- JNNニュースの森（1998年10月 - 1999年9月 スポーツキャスター／2004年10月 - 2005年3月　メインキャスター）
- 筑紫哲也 NEWS23（1999年10月 - 2004年9月） - スポーツコーナー担当。ただし『大好き!東京ゲスト10』→『サンデージャポン』出演の期間中、会社内規の関係で金曜日だけ出演できなかった場合があった[16][17]。
- イブニング・ファイブ（番組開始 - 2008年2月1日／同年7月28日 - 2009年3月27日）
  - JNNイブニング・ニュース - JNN協定の為、JNN加盟全局がネット。TBSや一部の系列局では上記の番組に内包。
- お天気クジラ
- おはようクジラ
- 炸裂!スポーツパワー - MC・吉田照美の進行役
- 大好き!東京ゲスト10
- ガキバラ帝国2000![16][17]
- サンデージャポン（2001年10月 - 12月）初代進行アナウンサー
- USO!?ジャパン
- TBSニュース（2013年4月 - 9月）火曜日の14:50 - 14:55
- いっぷく!（2015年1月5日 - 3月23日）月曜日「Oh! 悩み〜つ!」コーナー
- 報道LIVE あさチャン!サタデー（2014年4月5日 - 2015年3月28日）
- 世にも不思議なランキング なんで?なんで?なんで?（2015年4月 - 12月）
- Nスタ（2013年4月 - 2017年3月）木・金曜日→月・木曜日→水 - 金曜日→月・火曜日
- ひるおび!
  - JNNニュース（2013年4月 - ）火曜日ナレーション
  - 初代アシスタント（2009年3月30日 - 2012年3月30日）
  - 火曜日→金曜日のコーナー進行（2014年10月頃 - 遅くとも2017年11月）
- 教科書にのせたい!（2011年6月の通常放送、および7月5日の2時間SP） - 松本志のぶの代役で進行

単発出演ほか
- サッカー・ワールドカップの現地キャスター（1998年（フランス）・2002年（日本・韓国））
- 輝く!日本レコード大賞（2001年 - 2003年）
- 決定!全国47都道府県超ランキングバトル!!出身県で性格診断!?ニッポン県民性発表SP
- 夏季オリンピックの現地キャスター（2000年（シドニー）・2004年（アテネ））
- 中居正広のテレビ50年名番組だョ!全員集合笑った泣いた感動したあのシーンをもう一度夢の総決算スペシャル（2005年）司会 - TBS開局50周年記念番組
- ランナウェイ〜愛する君のために 第1話（2011年10月27日）『ひるおび!』進行アナウンサー役
- スパモク!! 孤独死ドキュメント…生と死を見つめてSP（2011年11月17日）

### ラジオ
- 三浦大輔のスポーツBOMBER!
- 初田啓介のハッピーショー[16][17]
- 伊集院光 日曜大将軍[16][17]
- こども音楽コンクール[16][17]
- 原辰徳のいきいきトーク
- Café de CAMUS（ナレーション）
- ザ・トップ5（シーズン5金曜日、2015年10月2日 - 2016年3月18日）
- ジェーン・スー相談は踊る（2016年2月6日　代行MC）
- プレシャスサンデー
  - 辻井いつ子の今日の風、なに色?（2015年4月5日 - 2018年1月28日）
  - ママとパパのごきげんドライブ（2019年7月7日 - 2020年9月27日[18]）
- 朗読のミカタ（2022年12月5 - 9日）
- こねくと（2023年9月6日） - パーソナリティ・石山蓮華の腹腔鏡手術に伴う入院のため、代理パーソナリティをジェーン・スーと共に担当（『生活は踊る』から続いて出演）
- ジェーン・スー 生活は踊る（2016年4月13日 - 2017年11月29日/2018年11月21日 - 2024年12月31日 ） - 火曜日パートナー（2024年4月10日までは水曜）
- 竹中直人〜月夜の蟹〜 （2024年4月7日 - 12月29日） - 秘書桜坂（アシスタント）